# Acraea mancamorpha
Acraea mancamorpha är en fjärilsart som beskrevs av Le Doux 1932. Acraea mancamorpha ingår i släktet Acraea och familjen praktfjärilar. Inga underarter finns listade i Catalogue of Life.